# Мой мальчик (Родина)
«Мой мальчик» (англ. «About a Boy») — пятый эпизод четвёртого сезона американского драматического телесериала «Родина», и 41-й во всём сериале. Премьера состоялась на канале Showtime 26 октября 2014 года.

## Сюжет
Утром после того, как они переспали вместе, Айан (Сурадж Шарма) объявляет Кэрри (Клэр Дэйнс), что он передумал и готовится покинуть убежище. Чтобы заставить его остаться, Кэрри приходится предупредить его, что ЦРУ и ISI ведут активную охоту на него. Позже в этот день, Кэрри проводит своё первое интервью с Айаном. Она вникает в отношения Айана с его дядей, Хайссамом Хаккани. Когда Кэрри проносит слух, что Хаккани всё ещё жив, Айан становится очень смущённым, утверждая, что Хаккани мёртв и что он сам видел тело.
По дороге в Соединённые Штаты, Сол (Мэнди Патинкин) видит Фархада Гази в международном аэропорту имени Беназир Бхутто. Следуя за Гази в ванную, на Сола нападают двое других мужчин и вводят ему снотворное. Сола выводят из аэропорта на коляске. Гази звонит Тасним (Нимрат Каур), говоря ей: "Готово."
Кэрри раскрывает себя Айану, рассказав ему о своём ребёнке. Она скрывает правду, сказав, что отец ребёнка был партнёром-журналистом, который был убит, когда Кэрри отправила его на задание, которое было слишком опасным. Двое снова занимаются сексом этой ночью, во время чего Айан замечает, что Кэрри начинает плакать. Айан с беспокойством спрашивает, делает ли он ей больно или делает что-то не так, на что она скрывает свои слёзы ложью, что он делает её счастливой.
Во время слежки, Фара (Назанин Бониади) и Куинн (Руперт Френд) замечают имама, который был замечен сопровождающим Хайссама Хаккани. Они следуют за ним до блокпоста, и им не удаётся пройти дальше. Куинн велит Фаре прикрепить "жучок" к машине имама, но той не удается подойти к машине. Тогда Куинн звонит Кэрри, чтобы вызвать беспилотник, чтобы отслеживать автомобиль, но она не отвечает на звонок, заставляя их остановить преследование. Охранник на том же блокпосту обнаруживает Сола с кляпом во рту в багажнике автомобиля имама, но не предпринимает никаких действий и просто пропускает их. Фара и Куинн не знают, что Сол укутан в багажнике машины в нескольких метрах впереди от них.
Деннис Бойд (Марк Мозес) проникает в квартиру Кэрри при помощи ключа, который ему дала Тасним. Он фотографирует различные предметы, в том числе семейные фотографии Кэрри и её бутылочки с лекарствами.
На следующее утро, Куинн идёт в убежище. Он злится на Кэрри из-за того, что она не брала телефон, и говорит ей об имаме, которого они потеряли из-за того, что она была недоступна. Они расстаются на плохой ноте, когда Кэрри защищается тем, что она была занята "вербовкой", в то время как Куинн отвечает, что это больше похоже на то, что она просто "трахалась с ребёнком". Кэрри говорит явно ревнующему Куинну, что это никак его не касается. Позже, наблюдая восход солнца в саду на крыше явочной квартиры, Айан говорит Кэрри, что он больше не желает лгать ей и, наконец, признаётся, что его дядя действительно жив.

## Производство
Режиссёром эпизода стала Шарлотта Зилинг, а сценаристом стала исполнительный продюсер Мередит Стим.

## Реакция

### Реакция критиков
Прайс Питерсон из журнала «New York» оценил эпизод на 4 звезды из 5, хваля «разрушительные выступления» Клэр Дэйнс и Сураджа Шармы.
Джош Моделл из The A.V. Club дал эпизоду оценку «B-».
Скотт Коллура из IGN оценил эпизод на 8,6 из 10, отметив, что ему удалось сделать Кэрри более сострадательной, несмотря на её продолжающийся обман.

### Рейтинги
Эпизод посмотрели 1,52 миллиона зрителей, что стало ростом по сравнению с предыдущим эпизодом, который посмотрели 1,35 миллионов зрителей.